# Ананка
Ананка (грч. Ανάγκη) је једно од грчких примордијалних божанстава, богиња и персонификација потребе, неизбјежности и судбине. Њена власт је неограничена, јер је управљала судбином како смртника, тако и осталих богова. Њен муж био је Хрон, бог времена. Орфичари су сматрали да је са Хроном имала Хаос, Фана и Ереба или Етра. Платон сматра Мојре њеним кћеркама.

## Митологија
Према једној верзији мита родитељи су јој били Хидрос и Геја (Вода и Земља), али је вјероватније настала сама, прије почетка времена, као змијолико биће, које је својим испруженим рукама обухватало ширину свемира. Заједно са Хроном својим тијелом је опколила (изувијала) примарно јаје, сачињено од чврстих супстанци, те су га подијелили на саставне делове, земљу (Геја), небо (Уран) и море (Понт) и уредили свијет.
Она је заједно са Хроном господарила свима, и смртнима и бесмртнима, јер њих двоје су представљали космичке силе времена и судбине. Они су били далеко изван дохвата млађих богова, чијим судбинама су управљали. Она је управљала и судбином свих људи, чијем рођењу је присуствовала. У свом крилу је држала дијамант око кога се окретао свијет. Као њена кћерка се помиње Адрастеја. Са Хроном је имала Хаос,, Фана и Етра или Ереба. Према Платону, њене кћерке су и Мојре.

### Ананка и сунце
Сунце се не може зауставити у току свог свакодневног путовања небом – оно нема могућност избора, увече се мора ујединити са зором, са којом се растало ујутру. Када се ова представа пренијела на човјекове радње, прерасла је у идеју Потребе, коју су грци назвали Ананка, или Судбине, коју су представљале Мојре.

### Богиња окова
Ананка је моћно божанство које управља принудом, ограниченошћу и уздржаношћу, као и свим облицима ропства и заробљеништва, почев од основних животних потреба. Стога, када је неко утамничен или завезан ланцима, њено име се призива. Она је иза свих окова, а има и удјела у родбинским, пријатељским и љубавним везама. Назавана је Неопходност или Потреба, јер када је веза успостављена, немогуће је урадити било шта осим пратити оно што неизбјежно произилази из ње; њена моћ не дозвољава никакав отпор. Ананкина моћ се осјећа углавном у физичком свијету, стога је она одговорна за ружноћу свих насилних ствари које произилазе из њене несавладиве силе. Због тога се против њене владавине неријетко боре игнорисањем. А када се то деси, нови окови могу постати неопходни. Када су у питању ланци и окови, мала је разлика између заробљеника и чувара, или између господара и роба, јер Ананкини окови вежу и једног и другог. Зато се Хефест жали Кратосу (Снага) док везује Прометеја ланцем за Кавказ:
| „ | Хефест О стопут – стопут био проклет занат тај! Снага Што проклињеш га? Овим сада мукама – Да кратко кажем – ништа није занат крив. Хефест Ал' опет да је другог кога допао! Снага Све терет ти је доли владат бозима. Та нитко слободан ти није доли Зеус. Хефест По овом знадем, – приговора нема ту. | ” |

Сходно томе, сви они који воле слободу више од свега увијек избјегавају све оно што пријети да им стави ланце око врата, знајући да би тада схватили да нису слободни, без обзира на то да ли су господари или робови.

### Ананкино краљевство
Неки су предложили да је Ананкино краљевство прије свега сам физички свијет, јер у њему није могуће доживјети праву слободу. Све оно што је неопходно, нарочито основне животне потребе, под њеном је влашћу; у том домену нико не може радити према сопственој вољи, већ мора пратити заповијести Потребе. Због тога неки сматрају да је тијело „затвор душе“, видјевши да је спутано сопственим функцијама и потребама, што неминовно доводи до жеље, а касније и до смрти. Ананка је због ове неминовности прозвана мајком Мојри (у чијим рукама се налази судбина), а они који се не слажу са овим сматрају да њом управљају Мојре (јер Неопходност је оно што се мора десити – што је судбина, нарочито смрт) и Ериније (јер оне кажњавају оне који насилно прекину крвну везу).

### Принудни избор
Ипак, Ананка не утиче само на физички свијет. Када се неко осећа примораним да одабере између два зла дјела, онда он може призвати Богињу; као када је Агамемнон морао да изабере: или да разочара војску не нападајући Троју, или да жртвује своју кћерку – слатку, невину Ифигенију. И мада је краљ осећао да је свака одлука погрешна, ипак је морао да изабере. Зато се он жали, осећајући да природа његовог избора много подсјећа на кобни мореуз Аулиде:
| „                                                   | Господе, шта да кажем? Чиме да почнем? Какву муку сам навалио на главу. Пришуњао ми се демон, а много је мудрији од кукавних мојих мудрости. | ” |
| — Агамемнон у Еурипидовој Ифигигенији у Аулиди 442. | |   |

### Потреба и војник
Други су приморани да одаберу једино што сматрају могућим: као када је Нестор постројио своје војнике тако да се због свог положаја и кукавице морају борити као јунаци. Нестор је ставио бојна кола напријед, а назад велики број прворазредне пјешадије, која је служила као заштитница. Између је поставио своје најлошије војнике, тако да су се чак и забушанти морали борити. Ово је врста принуде коју Ананка омогућава. Када је човјек само грађанин, он је поданик само свог владара, дакле, ограничава га само закон. Овим ограничењима у ствари управља Потреба. Али када је човјек, поред тога што је грађанин, још и војник, он није подређен само законима своје земље, већ и правилима у војсци, главном заповједнику војске, и војнику са рангом одмах изнад његовог. А ако је војска у рату, онда се окови Потребе стежу још више, јер ће га непријатељ присилити да поступа, не онако како би он хтио, већ онако како мора ако жели да остане жив или избјегне да постане ратни заробљеник. Чак и у том случају, исход неће бити у његовим рукама. С друге стране, када се рат заврши, окови Потребе слабе; а када војник напусти војску и поново постане само грађанин, окови се смањују још више, јер више није подређен својим претпостављенима.

### Додатни окови
Док је човјек здрав, он је подложан основним животним потребама, којима, природно, влада Ананка. Али, ако се разболи, он ће, поред ових основних правила, бити оптерећен својом болешћу и прописима свог љекара, који су такође у Ананкином домену, јер је свакој болести потребан лијек, а нико не лијечи озбиљне болести давањем слатких колачића (осим ако жели да се стање његовог пацијента погорша). И опет, док се човек труди да буде добар грађанин, он се може назвати слободним, или под утицајем само основних потреба које намеће Ананка. Али, када се посумња да је криминалац, појављују се нови окови у облику тужби, прогона или затвора. А када буде осуђен, он ће уздисати, не само због основног скупа обавеза које му поставља Ананка, већ и због оних које настају из његове изолације (којима такође влада Ананка, која је, без сумње, немилосрдна богиња), јер нико не ставља људе у затвор размишљајући о томе како ће се они најбоље провести док су затворени.

### Превазилажење путем смањења
Поред основних животних потреба, Ананка може додати или одузети многе друге окове; они могу доћи под различитим именима, као што су „дужност“, „одговорност“, „завјет“, „уговор“, „казна“, „болест“, итд. Ове ријечи (као и друге сличне њима) понекад представљају јарам ропства и тежину окова. Сматра се да Ананка има удјела у свим врстама веза, укључујући и оне којима владају љубав, пријатељство и моралне или друштвене обавезе. Пошто је смрт судбина свих смртника, она је названа потребном; а представљају је Ананка и њена деца, Мојре. Док Смрт касни, друге ствари (које су такође неопходне) морају стићи, као што је старост. Али, прије доласка ових других ствари, смртници се, због свог крхког физичког тијела, и даље морају покорити животним потребама, не уживајући ни у једној другој слободи осим оне коју представљају привремени дарови које могу добити од судбине или других сила. Међутим, видјевши да човјек ове дарове у свом уму чини потребним, да га вежу на нови начин, неки саветују да их треба смањити или уклонити, колико је то могуће. Али, то смањење или уклањање потреба не може поништити надмоћност Богиње, и посматра се само као начин да се она испоштује, путем смањењења окова, али њеној моћи се не можете супротставити, нити је можете избјећи. То је као да су јој се молили: „Лиши ме својих дарова Богињо!“, јер им се чини да су ти дарови робовски. Због тога што воле слободу, држе се мирне једноставности која зна мало окова.

## Платоново виђење Ананке
У X књизи Платонове Државе (V–IV вијек п. н. е.) постоји опис Ананке која држи космичко вретено док три Мојре пјевају и испредају нити живота. Платонова намјера била је да вретено представља симбол небеских сфера, а Прокло у својим Коментарима на Платонову Државу наставио је његову намјеру. Платон је сматрао да су држак и кука вретена од челика, а да је пршљен смјеша челика и других материјала. Постојало је осам пршљенова који су били концентрично распоређени. На сваком пршљену стајала је Сирена која је пјевала, тако да су гласови осам Сирена формирали једну љествицу. На једнакој удаљености од вретена сједјеле су три Мојре, које су биле обучене у бијело и имале вијенце на глави. Њихова имена била су: Лахеса (она која одмјерава), Клота (преља) и Атропа (она која се не може окренути). Оне су пјевале заједно са Сиренама: Лахеса – прошлост, Клота – садашњост, Атропа – будућност.

## Култ
Према античком путописцу Паусанији, постојао је храм у Коринту гдје су богиње Ананка и Бија биле поштоване заједно, на истом олтару. Због њене непромјенљиве природе, било је бесмислено нудити јој дарове или жртве: Ништа није јаче од ужасне Потребе, била је грчка изрека. С обзиром на то да постоји само мала могућност избора, а пошто нема излаза од строгог закона Потребе, нико не воли ову богињу и сви занемарују њен култ. Ипак, њена несавладива моћ – са култом или без њега – остаје непревазиђена у свим околностима. Слично је мислио и бунтовни Прометеј док је био окован на Кавказу:
Што лакше треба сносит, кад већ знадеш, моћ Судбине круте да је неодољива.
Антички Римљани нису уопште обожавали ову богињу, њен опис у Хорацијевим „Одама“ је чисто књижевни.